# Escape the Fate
Gli Escape the Fate sono un gruppo musicale statunitense formatosi nel 2004 a Las Vegas, in Nevada.

## Storia

### Primi anni eDying Is Your Latest Fashion(2004-2006)
Gli Escape the Fate si formano Las Vegas, nei primi mesi del 2004, su iniziativa del cantante Ronnie Radke e del bassista Max Green, amici di vecchia data ed entrambi precedentemente parte di un gruppo. Essi reclutano il chitarrista Bryan Money, il quale a sua volta fa entrare nel gruppo Omar Espinosa (ex chitarrista dei LoveHateHero giunto da Los Angeles), che aveva conosciuto su Myspace. A completare la formazione arrivano il batterista Robert Ortiz e il tastierista Carson Allen. Il gruppo debutta dal vivo un mese dopo, riscuotendo subito successo tra le radio locali.
Allen lascerà successivamente il gruppo per motivi non noti, ma dopo aver preso parte alla registrazione di qualche demo.
Nel settembre 2005 vincono un concorso giudicato dai My Chemical Romance ottenendo la possibilità di aprire un concerto con loro, gli Alkaline Trio e Reggie and the Full Effect. A novembre firmano un contratto con la Epitaph Records per registrare un album e nel maggio 2006 viene pubblicato l'EP di debutto There's No Sympathy for the Dead.
Successivamente prendono parte ad un tour estivo che comprendeva alcune date del Warped Tour, non riuscendo però a partecipare a quello con i Bullet for My Valentine e gli Eighteen Visions a causa di problemi del cantante, che esce improvvisamente dal gruppo due settimane prima della pubblicazione del loro primo album in studio, Dying Is Your Latest Fashion, che li fa entrare per la prima volta nelle classifiche Billboard Heatseekers e Independent Albums.
Il 6 novembre 2006, su Myspace, viene annunciato il ritorno di Radke. Egli stesso pubblica un commento sul suo Myspace, spiegando la sua assenza (era stato in riabilitazione a seguito di problemi con l'eroina) e annunciando il suo nuovo amore per la vita. Il gruppo viene successivamente selezionato come co-headliner per il Take Action Tour, ma non riuscirà a parteciparvi e verrà sostituito dai From First to Last.

### L'abbandono di Espinosa e Radke (2006–2008)
Nel maggio 2006 Radke era rimasto coinvolto in una rissa terminata tragicamente con la morte del diciottenne Michael Cook, ucciso da un colpo di pistola sparato da un amico del cantante, Chase Rader. Radke e un altro ragazzo, Marcel Colquitt, si erano precedentemente accordati per incontrarsi vicino alla scuola superiore Shadow Ridge di Las Vegas, per un regolamento di conti dopo una disputa, ma entrambi portarono con sé degli amici, due dei quali possedevano un'arma da fuoco.
Nel settembre 2007 Colquitt (coimputato con il cantante), sentendosi responsabile della morte dell'amico, si suicidò. A quel punto, il 18 gennaio 2008, Radke si dichiarò colpevole di aver scatenato la rissa e fu condannato a scontare cinque anni di libertà vigilata, risarcire la madre di Cook per 92.372 dollari ed iscriversi ad un programma di riabilitazione da droga e alcol. Fu anche espulso dal gruppo, dato che non sarebbe potuto uscire dallo Stato ma era già in programma una tournée negli Stati Uniti. Tuttavia in estate violò la libertà vigilata e fu condotto in prigione, dove rimase per due anni e mezzo, uscendo poi nel 2010 per buona condotta.
Nel settembre 2007 il chitarrista Omar Espinosa abbandonò il gruppo durante il Black on Black Tour, affermando che la sua partenza era in buoni termini e che rimaneva in buoni rapporti con gli altri membri. Il chitarrista ha successivamente intrapreso prima un progetto con i The Black and White City e poi con i Perfect Like Me.

### This War Is OurseEscape the Fate(2008-2012)
Il 6 maggio 2008 gli Escape the Fate annunciano l'inizio delle registrazioni del secondo album in studio con il nuovo cantante Craig Mabbitt (proveniente dai Blessthefall, aveva sostituito occasionalmente Radke a partire dalla sua uscita dal gruppo), intitolato This War Is Ours e pubblicato il 21 ottobre 2008. Dall'album non è stato estratto alcun singolo, ma sono stati realizzati video per i brani The Flood, Something, 10 Miles Wide e This War Is Ours (The Guillotine II).
Nel 2009 si esibiscono in tour nel Regno Unito, negli Stati Uniti e in Europa, oltre a partecipare al Warped Tour.
Il 2 novembre 2010 viene pubblicato l'album omonimo, l'ultimo con il bassista Max Green. Vi sono stati estratti tre singoli: Issues, City of Sin e Gorgeous Nightmare. Esso è anche l'unico pubblicato con DGC/Interscope Records.
Nel 2011 Mabbitt fonda un progetto parallelo/supergruppo metalcore, denominato The Dead Rabbitts. Ne prendono parte anche Alex Torres (ex-chitarrista di Eyes Set to Kill e Alesana), TJ Bell e Rob Pierce.

### Ungrateful(2013-2014)
Dopo tre anni di silenzio, il 7 marzo 2013 viene pubblicato su YouTube il video di un nuovo singolo, Ungrateful, primo brano senza il bassista Max Green, nonché il primo con TJ Bell (basso) e Michael Money (chitarra, fratello del già membro Monte Money). Il 1º aprile 2013 viene invece pubblicato il video di You're Insane, girato con la figlia di Mabbitt. I due singoli hanno anticipato il quarto album del gruppo, Ungrateful, uscito sotto la Eleven Seven Music. L'album è stato poi promosso dall'Ungrateful Tour, con la partecipazione di The Color Morale, As Thick as Thieves e Glamour of the Kill. Poco prima dell'estate, il gruppo si esibisce in alcuni festival europei come Download Festival, il Rock am Ring e il Rock im Park.
Il 16 settembre 2013 viene annunciata l'uscita dal gruppo del chitarrista e cofondatore Monte Money, sostituito da TJ Bell (già bassista del gruppo). Il posto di bassista viene invece ricoperto da Max Green, ritornato in formazione dopo più di due anni.
Il 6 maggio 2014 viene pubblicato il videoclip di Picture Perfect su YouTube. Tre giorni più tardi Green annuncia la sua seconda uscita dal gruppo, entrando a far parte dei Falling in Reverse.

### Hate MeeI Am Human(2015-2019)
In marzo 2015 la band annunciava che le registrazioni per il quinto album sarebbero iniziate il 10 maggio dello stesso anno. Intitolato Hate Me, l'album è stato pubblicato il 30 ottobre, anticipato ad agosto dal singolo Just a Memory.
Nel 2016 gli Escape the Fate pubblicano una reinterpretazione di Dead! dei My Chemical Romance, per un album tributo di Rock Sound.
Il 3 novembre 2017 pubblicano il singolo Empire, primo estratto dall'album I Am Human, la cui uscita era stata programmata per il 16 febbraio 2018, ma viene infine posticipata al 30 marzo.

### Chemical WarfareeOut of the Shadows(2020-presente)
Il 28 agosto 2020 pubblicano il singolo Walk On, primo estratto del settimo album in studio e incluso nella colonna sonora del film Sno Babies. Il 23 ottobre la Better Noise Music (ex Eleven Seven) pubblica una raccolta natalizia a cui gli Escape the Fate partecipano con il brano Christmas Song.
Anticipato dai singoli Walk On, Invincible, Not My Problem e Unbreakable, il 16 aprile 2021 viene pubblicato Chemical Warfare con Better Noise. Chemical Warfare: B-Sides, contenente tre inediti, viene pubblicato il 12 giugno 2021.
Dopo un periodo di assenza, Kevin Gruft viene rimosso dalle pagine social del gruppo, che il 9 dicembre 2022 annuncia la partecipazione al Blue Ridge Rock Festival 2023 con una foto che mostra la nuova formazione (con Hoffman e Jensen al posto di Gruft). Tuttavia non ci sono state dichiarazioni ufficiali circa l'uscita di Gruft e le motivazioni.
Anticipato dai singoli H8 My Self, Low e Cheers to Goodbye, il 1º settembre 2023 viene pubblicato l'ottavo album del gruppo, Out of the Shadows, il primo con Big Noise.

## Formazione
Attuale
- Robert Ortiz – batteria, percussioni (2004-presente)
- Craig Mabbitt – voce (2008-presente)
- TJ Bell – chitarra, cori (2013-presente), basso, cori (2012-2013)
- Matti Hoffman – chitarra solista (2023-presente)
- Erik Jensen – basso, cori (2023-presente)

Ex componenti
- Ronnie Radke – voce (2004-2007)
- Omar Espinosa – chitarra ritmica, cori (2004-2007)
- Michael Money – chitarra ritmica (2012-2013)
- Bryan Money – chitarra solista, tastiera, cori (2004-2013)
- Max Green – basso, cori (2004-2011, 2013-2014)
- Kevin "Thrasher" Gruft – chitarra solista, cori, basso (2013-2022)

## Discografia

### Album in studio
- 2006 – Dying Is Your Latest Fashion
- 2008 – This War Is Ours
- 2010 – Escape the Fate
- 2013 – Ungrateful
- 2015 – Hate Me
- 2018 – I Am Human
- 2021 – Chemical Warfare
- 2023 – Out of the Shadows

### EP
- 2006 – There's No Sympathy for the Dead

### Apparizioni in raccolte
- 2006 – Warped Tour 2006 Tour Compilation
- 2007 – Warped Tour 2007 Tour Compilation
- 2009 – Punk Goes Pop 2
- 2016 – Rock Sound Presents: The Black Parade
- 2020 – Christmas with Better Noise Music

## Videografia

### Video musicali
| Anno | Titolo                                         | Regista/i                             |
| ---- | ---------------------------------------------- | ------------------------------------- |
| 2005 | Not Good Enough for the Truth in Cliche (Demo) | J. Reyes                              |
| 2006 | There's No Sympathy for the Dead               |                                       |
| 2007 | Not Good Enough for Truth in Cliche            |                                       |
| 2007 | Situations                                     | Zach Merck                            |
| 2008 | The Flood                                      | Zach Merck                            |
| 2008 | Something                                      | Zach Merck                            |
| 2008 | 10 Miles Wide                                  | Elliot Dillman                        |
| 2010 | This War Is Ours (The Guillotine II)           | Elliot Dillman                        |
| 2010 | Issues                                         | Paul R. Brown                         |
| 2010 | City of Sin                                    | Robby Starbuck                        |
| 2011 | Gorgeous Nightmare                             | Robby Starbuck                        |
| 2013 | Ungrateful                                     | Robby Starbuck                        |
| 2013 | You're Insane                                  | Robby Starbuck                        |
| 2013 | One for the Money                              |                                       |
| 2014 | Picture Perfect                                | Frankie Nasso                         |
| 2015 | Just a Memory                                  | Dale "Rage" Resteghini                |
| 2015 | Alive                                          | Dale "Rage" Resteghini, Craig Mabbitt |
| 2016 | Remember Every Scar                            | Robyn August                          |
| 2016 | Les enfants terribles (The Terrible Children)  | Britt Boyce                           |
| 2016 | Breaking Me Down                               | Orie McGinness                        |
| 2018 | Broken Heart                                   | Frankie Nasso                         |
| 2018 | I Am Human                                     | Robyn August                          |
| 2019 | Do You Love Me?                                | Robyn August                          |
| 2020 | Christmas Song                                 |                                       |
| 2020 | Walk On                                        |                                       |
| 2020 | Invincible                                     |                                       |
| 2021 | Not My Problem                                 |                                       |
| 2021 | Unbreakable                                    |                                       |